# بنت لارسن
 يورغن بنت لارسن (بالدنماركية: Jørgen Bent Larsen)‏ (ولد في 4 آذار 1935-توفي في 9 أيلول 2010). هو لاعب شطرنج دنماركي حاصل على لقب الاستاذ الكبير عُرِفَ لارسن بأسلوبه الغير تقليدي في اللعب، وكان أول لاعب غربي يشكل تحديا جديا لسيطرة الاتحاد السوفياتي على لعبة الشطرنج. ويعتبر أن أقوى لاعب ولدوا دنماركي والأقوى في الدول الإسكندنافية حتى ظهور ماغنوس كارلسن.
فاز لارسن ست مرات ببطولة الدنمارك ولعب بمسابقة الترشح في أربع مناسبات، وصل فيها إلى الدور ما قبل النهائي ثلاث مرات. فاز على جميع أبطال العالم السبعة الذين حملوا اللقب بين 1948-1985: ميخائيل بوتفينيك، فاسيلي سمايسلوف، ميخائيل طال، تيجران بتروسيان، بوريس سباسكي، بوبي فيشر، واناتولي كاربوف. في وقت مبكر من السبعينات، صار يتنقل بين لاس بالماس وبوينس آيرس، مع زوجته الأرجنتينية المولد. عانى من مرض السكري وتوفي في عام 2010 من النزف الدماغي.

## روابط خارجية
- بنت لارسن على موقع مباريات الشطرنج (الإنجليزية)
- بنت لارسن على موقع 365Chess.com (الإنجليزية)
- بنت لارسن على موقع Chesstempo.com (الإنجليزية)
- بنت لارسن سجل أولمبياد الشطرنج على موقع OlimpBase.org (الإنجليزية)